# 松本バッチ
松本 バッチ（まつもと バッチ、本名:松本 絢一（まつもと じゅんいち）、1982年6月25日 - ）は、日本のパチスロ関連ライター。所属は『パチマガスロマガ』で、『パチスロ攻略マガジン』のライターとして活動中。

## 略歴
福島県田村市出身。福島県立安積高等学校、日本大学薬学部薬学科卒業。大学卒業後は、地元福島で3年間薬剤師をしていたが、パチスロライターへの憧れを捨てきれずに転職した。
四人兄弟の末っ子であり、「バッチ」とは福島県の方言で末っ子を意味する。そこからライター名とした。
学生時代にはサッカー部に所属。『バトルオブドリーム3』第30回に出演した際に、水内猛とPK対決をしたことがある。
2017年6月に同業者のフェアリンと結婚したが、2019年6月21日に『パチスロ攻略マガジン』にてフェアリンとの連名で離婚したことを公表した。
2020年以降はボートレース番組MCやゲーム配信の分野でも活動。情報が欲しい人に適切な情報をわかりやすく紹介するという意味においては薬剤師とパチンコ・パチスロ番組MCには共通項があり、他分野でもそのスキルを発揮している。
2022年8月20日YouTubeでApex Legendsの生配信中に一般人の女性と入籍したことを報告。
2024年8月24日配信のYouTubeチャンネルJANBARI.TV内おっさんずスロにて初代おっさんず一撃王を獲得した。2024年11月16日配信では戦国乙女4戦乱に閃く炯眼の軍師での実践で140Gの上乗せをし初代おっさんず上乗せ王を獲得し番組初の二冠達成をした。

## 主な出演番組
- 松本バッチの今日も朝から全ツッパ！シリーズ（パチマガスロマガTV）
- 松本バッチのオートで遊ぼう!! (パチマガスロマガちゃんねる）
- 松本バッチの成すがままに！（DMMぱちタウン）
- 世界イチ打ちたい授業（DMMぱちタウン）
- おっさんずスロ（janbaritv）初代一撃王
- くりとバッチのトレハン（SITE777TV ）
- 嵐と松本（パチ・スロ サイトセブンTV）
- 松本バッチのボートでバッチこいX（ボートレース津ぅ）
- まりも・バッチの俺たちタッグだろ！？（ぴーすとらいくの放送局）

## コラム・連載
- 松本ポスト（パチマガスロマガFREE）
- 松本バッチのFREE STYLE（パチマガスロマガモバイル）
- パチスロ勝利の隠し味（日刊大衆）
- 松本バッチの回胴幸福論（パチスロ攻略マガジン）
- ALL設定バトル（パチスロ攻略マガジン）
- 松本バッチの回胴ONE SHOT（パチスロ攻略マガジン龍）
- 松本バッチ物語（作画：かわすみひろし、パチスロ攻略マガジン）